# Carlo Verri
Conte Carlo Verri (Milano, 23 febbraio 1743 – Verona, 7 luglio 1823) è stato un prefetto e politico italiano, che ricoprì anche la carica di senatore del Regno d'Italia.

## Biografia
Nato a Milano (allora appartenente all'impero asburgico) dal conte Gabriele, magistrato e politico conservatore, e dalla contessa Barbara Dati della Somaglia. Fratello minore, dei noti Pietro e Alessandro, penultimo dei cadetti, insieme al fratello Giovanni fu mandato a studiare a Parma dove arrivò ad indossare l'abito di abate.
La sua vita nel periodo giovanile viene ripetutamente descritta all'interno del carteggio che i suoi fratelli maggiori intrattennero per tutta la loro vita e dal quale si evince come fosse stato un cadetto scapestrato, amante o cavalier servente di dame facenti parte, a diverso titolo, della società milanese. In diverse occasioni, per sopire lo scandalo minacciato dai mariti, dovette intervenire, in suo aiuto, il fratello Pietro che, nel 1771, lo condusse con sé a Vienna nella speranza di un suo ravvedimento grazie all'introduzione nell'ambiente di Corte viennese. Carlo che allora, ancora vestiva l'abito talare, pur non volendo impegnarsi nella carriera ecclesiastica, al ritorno da tale viaggio, decise di lasciare l'abito e Alessandro da Roma si impegnò per fargli ottenere la dispensa con la spesa di meschini paoli nove. Il giudizio di Pietro sul fratello fu sempre molto severo, considerandolo uomo pieno di umore e senza condotta.
Carlo si dedicò alla musica e soprattutto alla pittura frequentando l'Accademia di Belle Arti di Brera della quale cercò di diventare, senza successo, il direttore. La sua passione per l'arte lo portò a scrivere il "Saggio elementare sul Disegno della figura umana, con alcune avvertenze sull'uso de' colori ad olio".
Fu socio anche di diverse accademie ed in particolare dell'Accademia Clementina di Bologna, dell'Accademia dei Georgofili di Firenze e dell'Accademia Virgiliana di Mantova. Fu anche Commendatore del Real Ordine della Corona di Ferro, istituito da Napoleone il 6 giugno 1805.
Fu lui che tenne le redini, dalla parte dei cadetti, della lite che si aprì in seguito alla morte del padre per la divisione dell'eredità.
(Carlo Verri a proposito del fratello Pietro)
Infine a lui fu assegnata la tenuta di Biassono, ora Villa Verri, dove si ritirò a vivere con quella che divenne la sua compagna di vita, una donna di modesti natali, Teresa Colombi cui rimarrà fedele fino alla morte di lei, avvenuta nel 1823. Nel comune di Biassono è ora presente un museo a lui dedicato.

## Vicende politiche
Fu grazie al cognato Francesco Melzi d'Eril (fratello di Vincenza seconda moglie di Pietro) che divenne prefetto del Lario con sede a Como e, subito dopo, della prefettura del Mella con sede a Brescia dove rimase fino al settembre 1804 quando, ammalatosi di pleurite, diede le dimissioni e tornò a Biassono.
Per il servizio prestato fu nominato nel Consiglio interinale di Stato ed in seguito confermato come consigliere legislativo del nuovo regno proclamato da Napoleone a Milano ed assegnato al dipartimento della pubblica beneficenza.
Alle sollecitazioni del viceré Eugenio non poté rifiutarsi e si recò ad Ancona per organizzare il settore della beneficenza nei tre compartimenti delle Marche (Metauro, Musone e Tronto) dove rimase dal 21 aprile 1808 fino alla fine di agosto.
L'anno seguente, il 10 ottobre 1809, quando fu istituito il Senato del Regno d'Italia, egli fu nominato senatore. Dal 21 aprile al 25 maggio 1814, per un terribile mese di transizione, fu presidente della Reggenza provvisoria del governo di Lombardia, organismo nominato dal Consiglio comunale di Milano e confermato due giorni dopo dal Senato. Durante il suo incarico scrisse la "Relazione del Conte Carlo Verri, senatore del Regno Italico e Presidente della Reggenza Provvisoria". In seguito alla rinuncia di Napoleone ai troni di Italia e Francia, infatti, il 20 aprile Milano era insorta per opporsi al riconoscimento di Eugenio di Beauharnais quale re di Lombardia. Il Verri si fece portavoce del senato e parlò ai rivoltosi che lo assediavano in cerca del conte Prina, malvisto ministro delle finanze. Il 28 aprile segnò l'ingresso degli austriaci a Milano, seppure il conte Verri fu sostituito dal maresciallo conte di Bellegarde solo il 25 maggio.
Nel 1818, perse il fratello prediletto, Giovanni.
Nel giugno del 1823 si spense a Verona lasciando i suoi averi, in equa spartizione fra tutti i nipoti, comprese le nipoti (i figli di Pietro erano 8 femmine ed un unico maschio).

## Araldica
| Stemma | Descrizione                                      | Blasonatura |
| \| \|  | Carlo Verri Conte del Regno napoleonico d'Italia | Di rosso, alla fascia d'argento caricata di un verro passante al naturale cinghiato del secondo; al capo d'oro all'aquila bicipite, coronata d'oro. Ornamenti esteriori da conte del Regno napoleonico d'Italia. |
|        |                                                  | |